# Giuseppe Fancelli
Giuseppe Fancelli (Florència, 24 de novembre de 1833 - Florència, 23 de desembre de 1887) fou un tenor italià.
Va ser un dels tenors més aclamats de l'època, en un repertori basat en les obres de Meyerbeer (el seu debut el 1866 amb L'Africana), Mercadante i especialment de Verdi (va ser la primera Radames dels teatres italians). Però també va cantar Lohengrin de Wagner i en les obres d'altres mestres.
La Temporada 1878-1879 va cantar al Gran Teatre del Liceu de Barcelona.